# Larry Welch
Larry Welch is een personage uit de soapserie Days of Our Lives. De rol werd door Andrew Hyatt Masset gespeeld van 1983 tot 1985 en van 2002 tot 2003.

## Personagebeschrijving
Welch kwam in 1983 naar Salem en werd onderzoeksrechter. Hij zette zijn zinnen op Hope Williams, die een relatie had met Bo Brady. Toen Bo en Hope uit elkaar gingen nadat Hope's vader Doug Williams een hartaanval kreeg, greep Welch zijn kans. Hij chanteerde prostituee Diane Parker om Bo van Hope weg te houden. Welch en Hope verloofden zich. Op hun trouwdag verstoorde Bo het huwelijk door op zijn motorfiets de kerk binnen te stormen en Hope mee te nemen. Welch dwong Hope echter om met hem te trouwen. In 1984 kwam Hope in bezit van bezwarende informatie over Welch en ontmaskerde hem. Welch stond haar een scheiding toe en begon met Gwen Davies af te spreken.
In 1985 probeerde Megan Hathaway Hope vermoorden door haar te elektrocuteren in een bubbelbad. Megan luisterde een telefoongesprek af van Welch. Toen hij doorhad dat ze aan het spioneren was, vermoordde Welch Megan. Welch dumpte haar in het bubbelbad en ze werd gevonden door Hope, die de hoofdverdachte werd in de moordzaak.
Welch chanteerde ook Alex Marshall en Linda Anderson, omdat hij wist dat die Anderson Manufacturing in brand staken om het verzekeringsgeld op te strijken. Nadat Gwen Davies Welch hoorde praten over de moord op Megan in zijn slaap, probeerde hij Gwen te vergiftigen. Gwen overleefde de moordpoging en verliet Salem. Victor Kiriakis kwam erachter dat Welch Megan had vermoord en chanteerde hem, zodat hij enkele misdaden bekende die Victor beging, waardoor Victor en Steve Johnson op vrije voeten bleven.
In 2002 werd Welch uit de gevangenis ontslagen en ontvoerde hij Hope uit wraak. Hij wilde ook Bo en Victor pakken. Samen met Nicole Walker probeerde hij Victor te vermoorden, maar liet zelf het leven in een autocrash.